# 딜 차타 해
딜 차타 해(Dil Chahta Hai)는 인도에서 제작된 파르한 악타르 감독의 2001년 코미디, 드라마 영화이다. 아미르 칸 등이 주연으로 출연하였고 리테쉬 시드와니 등이 제작에 참여하였다. 영화의 몇몇 요소는 영국의 작가 윌리엄 셰익스피어의 《헛소동》에서 영감을 받아 차용되었다.

## 출연

### 주연
- 아미르 칸
- 사이프 알리 칸

### 조연
- 악샤예 칸나
- 쁘리티 진따
- 소날리 쿨카니
- 딤플 카파디아
- 아웁 칸
- 라자 카푸르
- 수하시니 물레이
- 아메드 칸
- 서치트라 필라이-말릭

## 제작진
- 미술: 수잔 캐플란 메르완지
- 의상: 아준 바신
- 배역: 조야 악타르